# Ásgút
Ásgút (szlovákul: Podhorany, korábban Hašgut) község Szlovákiában, az Eperjesi kerület Eperjesi járásában.

## Fekvése
Eperjestől 13 km-re északkeletre, a Szekcső-patak mellett fekszik.

## Története
A falut a 12. században határőröknek alapították. 1283-ban „Asguth” néven említik, amikor királyi adományként királyi vadászokhoz került. 1300-ban „Asgutherdewow”, 1336-ban „Hasguth”, 1354-ben „Asguth Inferior”, 1438-ban „Felsewasguth”, 1773-ban „Hasbuth” néven szerepel. 1787-ben 27 háza és 215 lakosa volt.
A 18. század végén Vályi András így ír róla: „ASGUT. Alsó Asgut. Tót falu Sáros Vármegyében, birtokosai Okolicsányi, és más Uraságok, lakosai katolikusok, fekszik Posfalvához közel, mellynek filiája, ’s Tultsiktöl sem meszsze, határja középszerű, réttyei szorossak ugyan, de legelője, ’s fája szükségekre elég, más javai is lévén, második Osztálybéli. ASGUT. Felső Asgut. Tót falu Sáros Vármegyében, földes Ura Körtvélyesi Uraság, lakosai katolikusok, fekszik az előbbenitöl nem meszsze. Határja hasonló Alsó Asguthoz, tulajdonságai is, második Osztálybéli.”
A falu két részre történő felosztására (Alsó- és Felső-) 1828-ban került sor, és a 20. századig tartott. 
Fényes Elek 1851-ben kiadott geográfiai szótárában így ír a faluról: „Alsó- és Felső-Asgúth, két összeolvadt tót falu, Sáros vgyében, Posfalvához 1 1/4 órányira: 193 kath., 24 evang., 4 ref. lak., termékeny határral. F. u. többen, s a Körtvélyesy nemzetség innen veszi praedicatumát. Ut. p. Eperjes.”
1920 előtt Sáros vármegye Eperjesi járásához tartozott.
Alsó- és Felsőásgútot a 20. század elején egyesítették.

## Népessége
| Év:            | 1994. | 2004.    | 2014.    | 2024.    |
| -------------- | ----- | -------- | -------- | -------- |
| Emberek száma: | 610   | 685      | 778      | 890      |
| Eltérés:       |       | +12,29 % | +13,57 % | +14,39 % |

| Év:            | 2023. | 2024.   |
| -------------- | ----- | ------- |
| Emberek száma: | 878   | 890     |
| Eltérés:       |       | +1,36 % |

A településnek 1910-ben 278, túlnyomórészt szlovák anyanyelvű lakosa volt.
2001-ben 674 lakosából 666 szlovák lakosa volt.
2011-ben 737 lakosából 709 szlovák lakta.

## Neves személyek
- Egyes források szerint itt hunyt el Nemessányi Bálint kuruc diplomata.